# Aninoasa (Gorj)
Aninoasa es una comuna ubicada en el distrito de Gorj, Rumania.

## Superficie
Cuenta con una superficie de 92,46 kilómetros cuadrados.

## Demografía
Hasta 2021 la población era de 3428 habitantes, con una densidad de población de 37,08 habitantes por kilómetro cuadrado.